# Othmar Eichenberger
Othmar Eichenberger (ur. 2 marca 1901 w Gränichen, zm. 11 kwietnia 1937) – szwajcarski kolarz szosowy, srebrny medalista mistrzostw świata.

## Kariera
Największy sukces w karierze Othmar Eichenberger osiągnął w 1923 roku, kiedy zdobył srebrny medal w wyścigu ze startu wspólnego amatorów podczas mistrzostw świata w Zurychu. W zawodach tych wyprzedził go jedynie Włoch Libero Ferrario, a trzecie miejsce zajął kolejny Szwajcar - Georges Antenen. Był to jednak jedyny medal wywalczony przez Eichenbergera na międzynarodowej imprezie tej rangi. W latach 1920 i 1923 wygrywał Mistrzostwa Zurychu wśród amatorów, a w 1924 roku był drugi. W tym samym roku zdobył także brązowy medal mistrzostw Szwajcarii w kolarstwie przełajowym. Nigdy nie wystąpił na igrzyskach olimpijskich. Nigdy nie podpisał zawodowego kontraktu.